# Sidewise-díj
A Sidewise-díj (Sidewise Award for Alternate History) egy irodalmi díj, amit az alternatív történelem témájában írt legjobb regénynek és elbeszélésnek ítélnek oda évente. A nevét Murray Leinster 1934-ben megjelent Sidewise in Time (Oldalvást az időben) című novellájáról kapta, amely az egyik első példája az alternatív univerzumok témaválasztásának. A díjat a Worldcon-on adják át, 1995 óta.

## Díjazottak

### Regény
2012 C. J. Samson, Dominion
2011 Ian R. MacLeod, Wake Up and Dream
2010 Eric G. Swedin, When Angels Wept: A What-If History of the Cuban Missile Crisis
2009 Robert Conroy, 1942
2008 Chris Roberson, The Dragon's Nine Sons
2007 Michael Chabon, The Yiddish Policemen's Union
2006 Charles Stross, The Family Trade, The Hidden Family, and The Clan Corporate
2005 Ian R. MacLeod, The Summer Isles
2004 Philip Roth, The Plot Against America (Összeesküvés Amerika ellen)
2003 Murray Davies, Collaborator
2002 Martin J. Gidron, The Severed Wing és Harry Turtledove, Ruled Britannia (megosztva)
2001 J. N. Stroyar, The Children's War
2000 Mary Gentle, Ash: A Secret History
1999 Brendan DuBois, Resurrection Day
1998 Stephen Fry, Making History
1997 Harry Turtledove, How Few Remain
1996 Stephen Baxter, Voyage
1995 Paul J. McAuley, Pasquale's Angel

### Novellák
2012 Rick Wilber, Something Real
2011 Lisa Goldstein, "Paradise Is a Walled Garden"
2010 Alan Smale, "A Clash of Eagles"
2009 Alastair Reynolds, "The Fixation"
2008 Mary Rosenblum, Sacrifice
2007 Michael Flynn, Quaestiones Super Caelo Et Mundo és Kristine Kathryn Rusch, Recovering Apollo 8 (megosztva)
2006 Gardner Dozois, Counterfactual
2005 Lois Tilton, Pericles the Tyrant
2004 Warren Ellis, The Ministry of Space
2003 Chris Roberson, O One
2002 William Sanders, Empire
2001 Ken MacLeod, The Human Front
2000 Ted Chiang, Seventy-two Letters
1999 Alain Bergeron, The Eighth Register
1998 Ian R. MacLeod, The Summer Isles
1997 William Sanders, The Undiscovered
1996 Walter Jon Williams, Foreign Devils
1995 Stephen Baxter, Brigantia's Angels

### Speciális
1999 Randall Garrett: The Lord Darcy Series
1997 Robert N. Sobel: For Want of a Nail
1995 L. Sprague de Camp, életművéért